# سفارة الإمارات العربية المتحدة لدى إسرائيل
سفارة الإمارات العربية المتحدة لدى إسرائيل هي أرفع تمثيل دبلوماسي لدولة الإمارات العربية المتحدة لدى إسرائيل. تقع السفارة التي تأسست عام 2021 في تل أبيب. يُعد محمد محمود آل خاجة أول سفيرٍ للإمارات لدى إسرائيل منذ تقديمه أوراق اعتماده في 1 مارس 2021. ويقع مقرها في مبنى البورصة الجديد في تل أبيب، والذي يقع بدوره في قلب الحي المالي لإسرائيل.

## وصلات خارجية
- قائمة سفارات الإمارات العربية المتحدة